# Línea 503 BIS (Punta Alta)
La Línea 503 BIS (anteriormente conocida como Línea a Villa Arias), es una línea de transporte urbano de pasajeros que comunica la localidad de Villa General Arias con la ciudad de Punta Alta, Argentina. El servicio es prestado por Compañía Belgrano S.A. con un valor actualmente de $950,00. Hace uso del Sistema Único de Boleto Electrónico (SUBE), con el cual se accede a descuentos y al Boleto Estudiantil financiado por el municipio de Coronel Rosales.

## Recorridos

### Ida
Cooperativa Obrera Suc. N.º 68 (inicio de recorrido), Colón, Alberdi, H. Primo, Urquiza, 25 de Mayo, Rivadavia, Avellaneda, Mitre, Humberto Primo, 12 de Mayo, Colón, Ruta 229 a Villa General Arias, entrada por Miguel Cané, Nicaragua, Manuel Obligado, Panamá, Esteban Echeverría, Costa Rica y Darwin (final de recorrido).

### Regreso
Costa Rica y Darwin (inicio de recorrido), Ruta 229, Colón, Patagones, Roca, Rivadavia, Buchardo, Bernardo de Irigoyen, Murature, Rosales, Colón, Puesto 1, Cooperativa Obrera Suc. N.º 68 (final de recorrido).
Nota: Durante el período escolar, y en el horario de ingreso de los educandos (07.30 y 12:30), el recorrido de regreso de la línea 503 (Bis), se modificará en estos horarios conforme al siguiente detalle: Inicia en Costa Rica y Darwin (Inicio de recorrido) Ruta 229, Colón, Patagones, Roca, Rivadavia, Buchardo, Bernardo de Irigoyen, Murature, Rosales, Roca, Villanueva, 25 de Mayo, Rosales, Colón, Puesto 1, Cooperativa Obrera Suc. N.º 68 (final de recorrido).